# Округ Пери (Алабама)
Округ Пери (енгл. Perry County) је округ у америчкој савезној држави Алабама. По попису из 2010. године број становника је 10.591. Седиште округа је град Марион.

## Демографија
Према попису становништва из 2010. у округу је живело 10.591 становника, што је 1.270 (10,7%) становника мање него 2000. године.
| Група             | 2000.         | 2010.         |
| Белци             | 3.642 (30,7%) | 3.142 (29,7%) |
| Афроамериканци    | 8.111 (68,4%) | 7.276 (68,7%) |
| Азијати           | 4 (0,0%)      | 30 (0,3%)     |
| Хиспаноамериканци | 102 (0,9%)    | 114 (1,1%)    |
| Укупно            | 11.861        | 10.591        |